# Serrote do Espinho Branco
O serrote do Espinho Branco é um monte localizado na região do Campo Comprido, zona rural de Patos, no estado brasileiro da Paraíba. Tal elevação é o que a geografia descreve como inselberg, que se pode descrever como uma montanha alta e ingreme que se destaca na paisagem por sua forma e elevação.
A área onde a elevação se encontra é protegida como reserva legal, sendo a retirada de árvores e a caça permitidas somente se tais ações forem realizada de forma sustentável, mediante o desenvolvimento de um plano de manejo da área, aprovado por órgão competente. Tal legislação promove a preservação da mata do inselberg e a do rio da Cruz, que corta seu sopé.
É um dos locais mais visitados por praticantes de escaladas e pessoas que praticam trilhas ecológicas em Patos e região.